# لينيت
لينيت ميناشي (مواليد 5 مارس 1975) (بالتركية: Linet Menaşi)‏ هي مغنية إسرائيلية تركية، وتقيم في تركيا. اشتهرت بإلقائها الأغاني التركية والعبرية والعربية وكذلك الإنجليزية.

## حياتها
ولدت لينيت ونشأت في إسرائيل، وأكملت تعليمها الثانوي فيها، ثم خدمت في الجيش الإسرائيلي لمدة 3 أشهر كخدمة إلزامية.تعود أصول لينيت من أسرة تركية يهودية مهاجرة إلى إسرائيل، حيثُ أن أمها ليلى أوزجكان تنحدر أصولها من مدينة بورصة، وكانت مغنية للأغاني العثمانية الكلاسيكية. أما والدها فهو شومويل ميناشي من مدينة إسطنبول. وتكونت أسرة لينيت من 3 أخوات، لينيت إحداهما.

## المسيرة الفنية
أطلقت لينيت أول ألبوم لها وهي في سن العاشرة في إسرائيل. وفي عام 1993 شاركت في مسابقة محلية لفرصة تمثيل إسرائيل في مسابقة الأغنية الأوروبية، وذلك عبر أغنية "Aniana"، ولكنها حصلت على الترتيب الثالث. ثم أصدرت أول ألبوم لها في تركيا عام 1995، وذلك بعد مقابلتها للمغني الشهير أورهان كنجباي، الذي منحها العديد من الأغاني لتغنيها، وبفضل هذا الألبوم حصلت على شهادتان ذهبيتان.

## الإنتاج الفني

### الألبومات
1. Birlikte Söyleyelim / שירו איתנו
2. Para Para / כסף הכסף
3. Hayatın Çiçeği, Anne / פרח החיים ,אמא
4. Et Libi Koveş
5. Linet (1995)
6. Linet'in Müzik Kutusu (1997)
7. Ölümsüz Aşk (1999)
8. אישה אחרת / Different Woman (2003)
9. Layla (2004)
10. Paylaşmak İstiyorum (2009)
11. Kalbimin Sahibi Sen (2011)
12. Yorum Farkı (2012)
13. Yorum Farkı II (2015)
14. Bilir misin? (2018)

### الأغاني المنفردة
1. "Yatsın Yanıma" (2020)

### الأغاني المصورة
- Çocuksun Sen Daha
- Çaresizim
- Şeytan Diyor Ki
- Ölümsüz Aşk Bu
- Kim Özler
- O Kim Oluyor
- Aşk Ordusu
- Aslan Gibiyim
- Sözümden Dönmem
- Sürünüyorum
- Şu Saniye
- Adını Sen Koy
- Resim
- İncir
- Geçer
- Aman Aman
- Kandıra Kandıra
- Hikâye
- İhtimal
- Yatsın Yanıma